# Cefaclor
Cefaclorul este un medicament din clasa antibioticelor beta lactamice.

## Indicații terapeutice
Cefaclorul este indicat în tratarea infecțiilor cauzate de următoarele microorganisme:
- Streptococcus pneumoniae
- Haemophilus influenzae
- Stafilococcus sp.
- Streptococcus pyogenes (streptococi beta-hemolitici)
- Moraxella catarrhalis (Branhamella catarrhalis).

Este folosit de asemenea în tratarea infecțiilor urinare cauzate de:
- Escherichia coli
- Proteus mirabilis
- Klebsiella spp.
- Stafilococi coagulazo-negativi.

## Toxicologie

### Contraindicații
- Nu se administrează la persoanele cu sensibilitate la cefalosporine.

### Precauții
- Nu se administrează la persoanele alergice le peniciline, la antibiotice beta lactamice.

### Interacțiuni
- Anticoagulante de tip warfarină
- Asocierea cu probenecid reduce excreția cefaclorului
- Asocierea cu antacide reduce absorbția cefaclorului

### Sarcină
Nu s-au raportat efecte negative nici asupra mamei nici asupar fătului. Se recomandă prudență, folosirea lui facându-se numai în cazuri deosebite.

## Farmacografie
- Ceclodyne
- Ceclor
- Cefaclor
- Cefaklor
- Cloracef
- Medoclor
- Vercef